# Чёрный муравей-древоточец
Чёрный муравей-древоточец (Camponotus vagus) — вид крупных по размеру муравьёв рода Camponotus из подсемейства Formicinae семейства Formicidae. Включён в региональные Красные книги (Владимирской и Вологодской областей).

## Распространение
Встречается в лесах Европы и Северной Азии: Крыма, Кавказа, Урала, Западной Сибири, Алтая, Казахстана, Турции.

## Описание
Обычный лесной вид муравьёв с чёрным блестящим телом. Один из крупнейших по размеру видов муравьёв фауны России: длина солдат и самок достигает 15 мм. На затылочном крае головы есть отстоящие волоски, которые отсутствуют на её боках и на скапусе усика. Нижний край наличника прямой, без вырезки посередине. Грудь в профиль равномерно выпуклая.
Обитают на открытых участках, полянах, старых вырубках, опушках и просеках в лиственных, смешанных и сосновых лесах. Муравейники располагаются в древесных остатках, пнях.
В гнёздах чёрного муравья-древоточца обнаружены паразитоидные мухи-горбатки Microselia rossica и Menozziola tanaitica.

## Систематика
Данный вид относится к номинативному подроду Camponotus s.str. и видовой группе Camponotus vagus group

## Охрана
Охраняется в некоторых регионах. Например включен в Красные книги Владимирской и Вологодской областей.

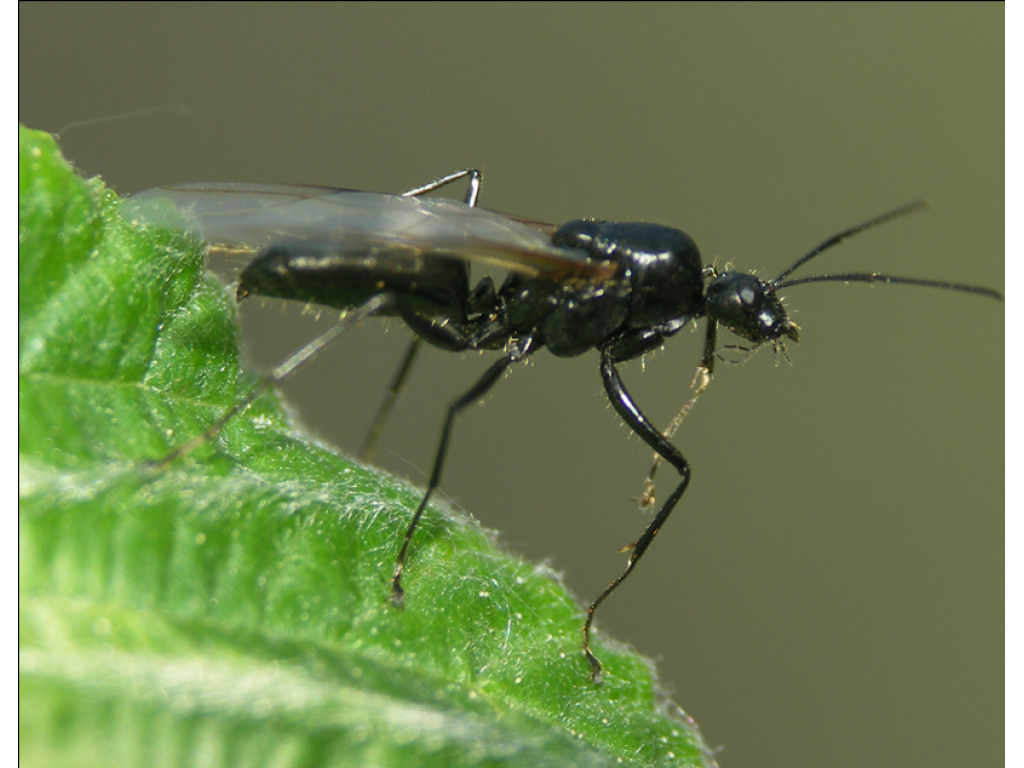
Крылатый самец
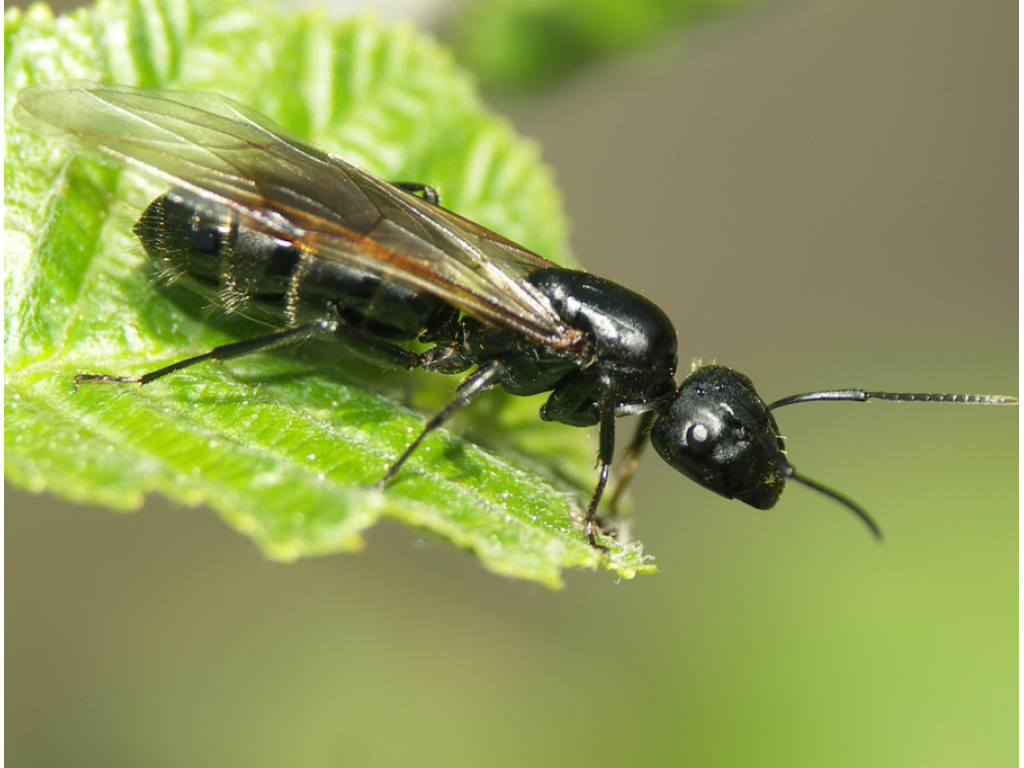
Крылатая самка
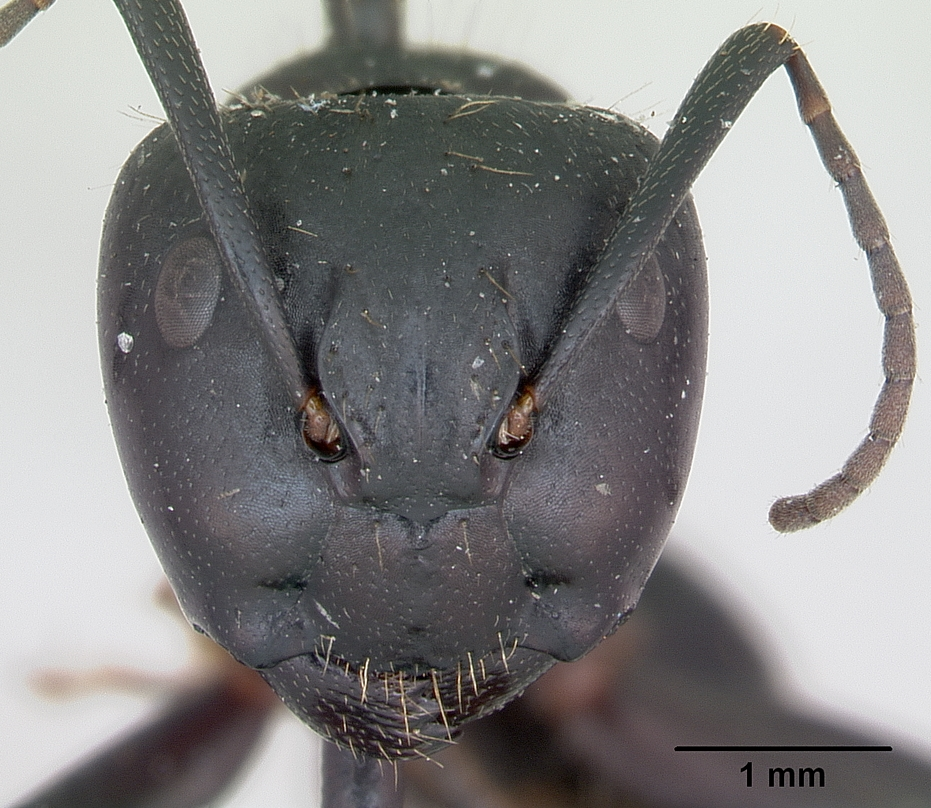
Голова солдата
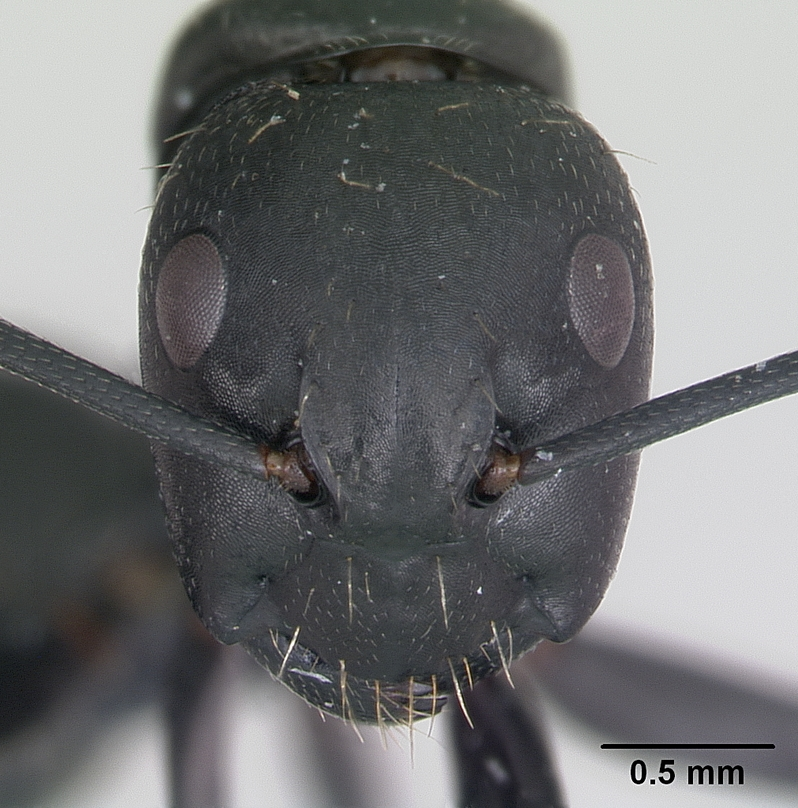
Голова рабочего
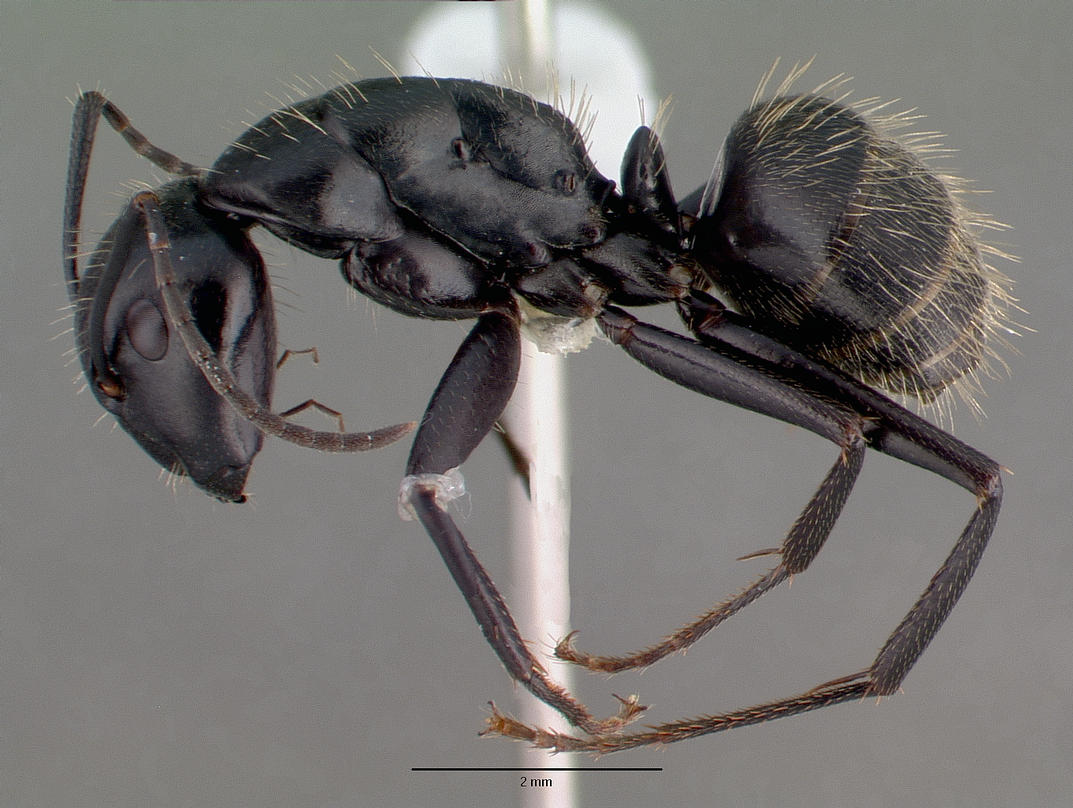
Вид сбоку